# ㄺ
ㄺ (reviderad romanisering: rieulgiyeok, hangul: 리을기역) är en av elva konsonantkluster i det koreanska alfabetet. Den består av ㄹ och ㄱ.